# Stichophthalma sparta
Stichophthalma sparta är en fjärilsart som beskrevs av De Nicéville 1894. Stichophthalma sparta ingår i släktet Stichophthalma och familjen praktfjärilar. Inga underarter finns listade i Catalogue of Life.